# Chevrolet Cobalt (Gamma II)

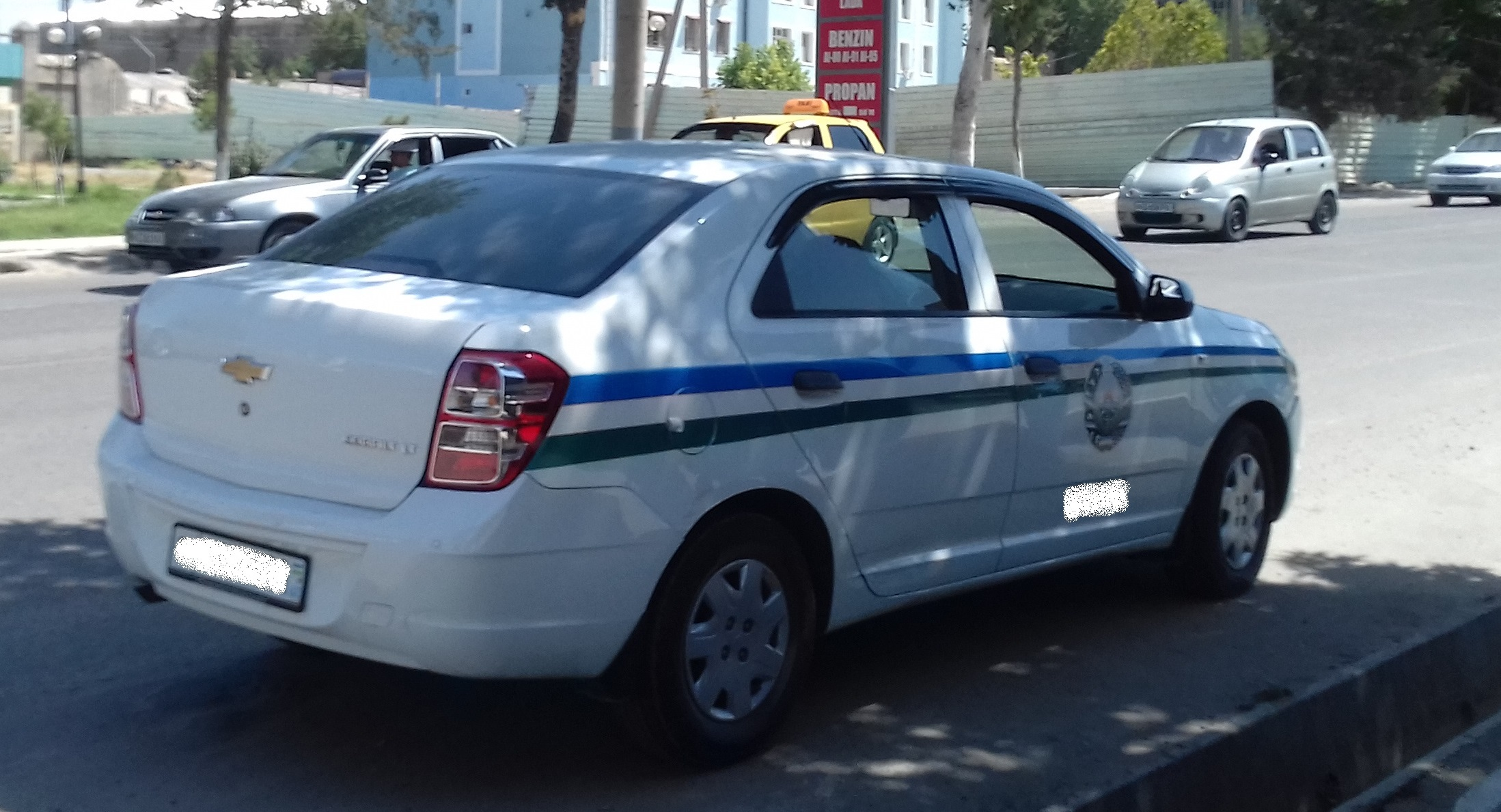
Heckansicht (2011–2016)

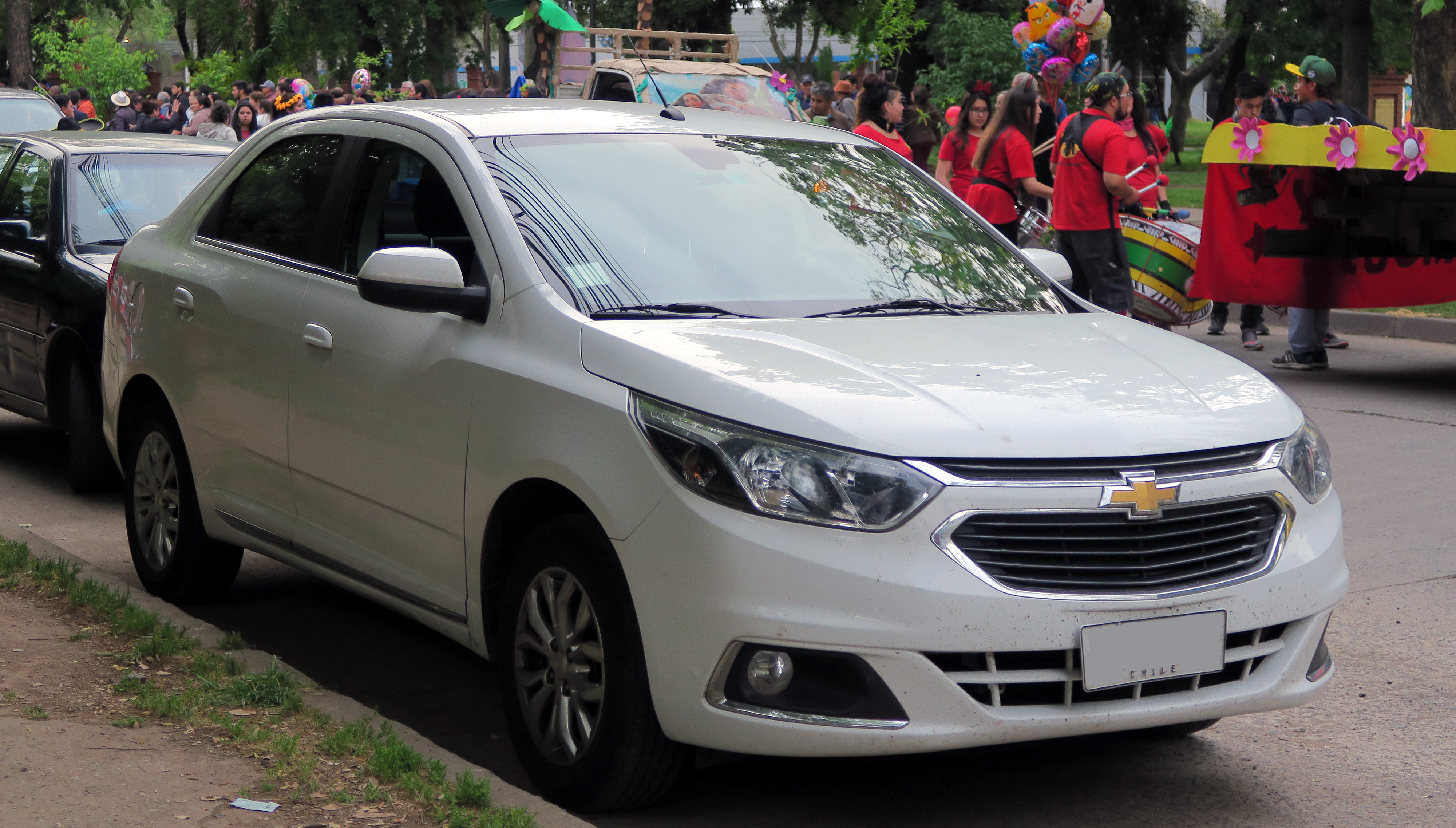
Frontansicht (2016–2019)

Der Chevrolet Cobalt auf der Gamma-II-Plattform ist ein zwischen 2011 und 2019 angebotener Kleinwagen mit Stufenheck, bei dem General Motors den Namen des in den USA angebotenen Kompaktwagens Chevrolet Cobalt wieder aufnahm.

## Modellgeschichte
Dem Serienfahrzeug ging ein Konzeptfahrzeug voraus, das auf der Buenos Aires International Motor Show 2011 vorgestellt wurde. Der Kleinwagen wurde von General Motors do Brasil ab 2011 gebaut. In Usbekistan wird er seit September 2012 bei UzAvtosanoat gebaut.
2016 erhielt das Modell ein Facelift, wodurch es ein eigenständigeres Aussehen erhielt.

## Technik
Das Modell verfügt über eine ähnliche Frontgestaltung wie der Chevrolet Agile und die zweite Generation des Chevrolet Montana und basiert wie diese auf der Gamma-II-Platform.

### Antrieb
In Südamerika gibt es das Fahrzeug mit einem 1,4-l- und einem 1,8-l-R4-Ottomotor die für den Ethanolbetrieb ausgelegt sind. Ihre maximale Leistung beträgt 75 kW respektive 79 kW jeweils im Betrieb mit Alkohol. In Usbekistan ist das Fahrzeug mit 1,5-l-R4-Ottomotor erhältlich, der maximal 78 kW leistet und nur für Benzinbetrieb vorgesehen ist. Die Motorleistung wird bei allen Varianten ausschließlich an die Vorderräder übertragen. Serienmäßig hat das Fahrzeug ein Fünfgang-Schaltgetriebe; gegen Aufpreis gibt es am usbekischen Markt bzw. in Südamerika für den 1,8-l-Motor ein Sechsstufen-Automatikgetriebe. Die Höchstgeschwindigkeit ist bei allen Varianten in Südamerika 170 km/h. Mit dem Modelljahr 2017 entfiel in Südamerika der 1,4-l-Motor und beim 1,8-l-Motor wurde die maximale Leistung im Ethanolbetrieb auf 82 kW angehoben; das Schaltgetriebe hat nun 6 Vorwärtsgänge.

## Verwandte Fahrzeuge
Eine Kombiversion wird als Chevrolet Spin angeboten.
Ab 2015 bot General Motors das Fahrzeug in Kolumbien für Taxiunternehmer auch unter dem Namen  ChevyTaxi Elite an.
In Russland wird seit 2016 mit dem Ravon R4 ein Fahrzeug hergestellt, das auf der überarbeiteten Cobalt-Version basiert.

## Technische Daten
|                                            | 1.4 Econo.Flex        | 1.8 Econo.Flex                  | 1.8 Flex                   |
| ------------------------------------------ | --------------------- | ------------------------------- | -------------------------- |
| Märkte                                     | Südamerika            | Südamerika                      | Südamerika                 |
| Bauzeitraum                                | 2011–2016             | 2011–2016                       | 2016–2019                  |
| Motorkenndaten                             |                       |                                 |                            |
| Motorart                                   | Ottomotor             | Ottomotor                       | Ottomotor                  |
| Motorbauart                                | R4                    | R4                              | R4                         |
| Hubraum                                    | 1389 cm³              | 1796 cm³                        | ca. 1800 cm³               |
| Verdichtungsverhältnis                     | 12,4 : 1              | 10,5 : 1                        | 12,3 : 1                   |
| max. Leistung bei min−1                    |                       |                                 |                            |
| … im Benzinbetrieb                         | 71 kW / 6200          | 78 kW / 5400                    | 82 kW / 5200               |
| … im Ethanolbetrieb                        | 75 kW / 6200          | 79 kW / 5400                    | 78 kW / 5200               |
| max. Drehmoment bei min−1                  |                       |                                 |                            |
| … im Benzinbetrieb                         | 126 Nm / 3200         | 161 Nm / 3200                   | 174 Nm / 2600              |
| … im Ethanolbetrieb                        | 128 Nm / 3200         | 168 Nm / 3200                   | 165 Nm / 2800              |
| Kraftübertragung                           |                       |                                 |                            |
| Antrieb                                    | Vorderradantrieb      | Vorderradantrieb                | Vorderradantrieb           |
| Getriebe, serienmäßig                      | 5-Gang-Schaltgetriebe | 5-Gang-Schaltgetriebe           | 6-Gang-Schaltgetriebe      |
| Getriebe, optional                         | –                     | (6-Gang-Automatikgetriebe)      | (6-Gang-Automatikgetriebe) |
| Messwerte                                  |                       |                                 |                            |
| Höchstgeschwindigkeit                      | 170 km/h              | 170 km/h                        | 170 km/h                   |
| Beschleunigung, 0–100 km/h                 | 11,2 s [10,6 s]       | 10,2 s (11,2 s) [10 s (10,9 s)] | k. A.                      |
| Kraftstoffverbrauch auf 100 km, kombiniert | k. A.                 | k. A.                           | k. A.                      |
| Tankinhalt                                 | 54 l                  | 54 l                            | 54 l                       |

- Werte in runden Klammern gelten für Fahrzeuge mit Automatikgetriebe
- Werte in eckigen Klammern gelten für Fahrzeuge im Ethanolbetrieb